# Clădirea Robot
Clădirea Robot (în thailandeză ตึกหุ่นยนต์), situată în cartierul de business Sathorn din Bangkok, Thailanda, găzduiește sediul din Bangkok al United Overseas Bank. Acesta a fost proiectat pentru Bank of Asia de Sumet Jumsai pentru a reflecta informatizarea serviciilor bancare; arhitectura sa este o reacție împotriva arhitecturii postmoderne neoclasică și high-tech. Caracteristicile clădirii, cum ar fi zidurile din ce în ce mai retrase, antenele, și ochii, contribuie la aspectul de robot, precum și la funcția practică. Finalizată în 1986, clădirea este una dintre ultimele exemple de arhitectură modernă din Bangkok.

## Proiectarea
Arhitectul thailandez Sumet Jumsai a proiectat Clădirea Robot pentru Bank of Asia, care a fost ulterior, în 2005, achiziționată de către United Overseas Bank. Directorii Bank of Asia îi ceruseră să proiecteze o clădire care să reflecte modernizarea și informatizarea serviciilor bancare și s-a inspirat din robotul de jucărie al fiului său.
Sumet a proiectat clădirea opunându-se conștient stilurilor postmoderne ale epocii, în special clasicismului renăscut și arhitecturii high-tech întruchipate de Centrul Pompidou. Sumet lăuda începuturile postmodernismului ca protest împotriva designului modern puritană și fad, dar îl și critica drept „o mișcare de protest care urmărește să înlocuiască ceva fără a oferi și un înlocuitor”. Sumet a respins clasicismul renăscut de la mijlocul anilor 1980 ca „falimentar [din punct de vedere] intelectual” și a criticat „cataloagele de motive arhitecturale fără sens” care caracterizau clasicismul renăscut din Bangkok. El respingea și arhitectura high-tech, „care se dedică în întregime mașinii, în timp ce, în secret,...iubește...artifacte lucrate manual și munca manuală sinceră”, ca mișcare fără viitor.
Sumet scria că clădirea lui „nu este nevoie să fie un robot” și că „o serie de alte metamorfoze” ar fi de ajuns, atâta timp cât pot „elibera spiritul din actualul impas intelectual și a-l propulsa înainte, în secolul următor”. El a scris că proiectul său ar putea fi considerat post-high-tech: în loc să expună funcționarea interioară a clădirii, el a ales să împodobească un produs finit cu abstracții de piese mecanice. Clădirea, susținea el, lovește viziunea de secolul al XX-lea a mașinii ca „entitate separată” adesea „ridicată pe un piedestal de cult” și, devenind „o parte din viața de zi cu zi, un prieten, noi înșine”, deschidea calea pentru amalgamarea mașinii cu omul în secolul al XXI-lea.
Clădirea a fost finalizată în 1987, cu un cost de 10 milioane de dolari. Pe la mijlocul anilor 1980, modernismul arhitectural își pierduse proeminența în Bangkok; această clădire este una dintre ultimele exemple ale stilului.

## Caracteristici
Clădirea are 20 de etaje și o suprafață totală de 23.506 m². Suprafețele etajelor scad progresiv la etajele 4, 8, 12, 16 și 18; forma în trepte contribuie la aspectul de robot, dar este și o soluție eficientă pentru respectarea reglementărilor pentru iluminare, care impuneau o înclinație de 18 grade din toate direcțiile proprietății. Parterul clădirii este o sală de bancă cu înălțime dublă. Arhitectura interioară a sălii, proiectată în asociere cu firma 7 Associates, a fost concepută pentru a promova aspectul robotic al clădirii; patru sculpturi ale artistului thailandez Thaveechai Nitiprabha stau la ușa principală. De o parte și de alta se află mezanine ce conțin birouri și săli de ședințe. Al doilea etaj al clădirii dispune de o mare sală multifuncțională, birouri și săli de instruire, și etajele superioare conțin spațiu general de birouri. În spatele clădirii principale se află o parcare interioară cu opt etaje.

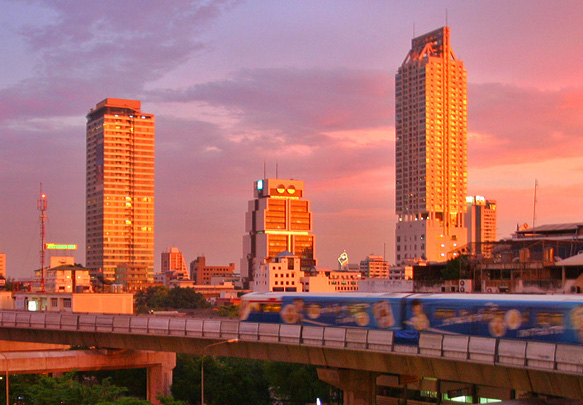
Clădirea Robot văzută din Drumul Si Lom

Exteriorul decorativ contribuie la aspectul robotic, deși de multe ori are și întrebuințări practice. Două antene de pe acoperișul clădirii sunt utilizate pentru comunicații și ca paratrăsnete. Pe partea superioară a fațadei superioare, în fața sălilor de mese și de întâlniri principale ale zonelor superioare, sunt doi ochi de 6 m cu pleoape, care servesc ca ferestre. Ochii sunt realizați din sticlă reflectorizantă; pleoapele sunt jaluzele din metal. Piulițe fabricate din beton armat cu sticlă împodobesc părțile laterale ale clădirii; cele mai mari piulițe măsoară 4,8 m diametru și erau cele mai mari din lume la momentul construcției lor. Zidurile de est și de vest (lateralele robotului) au puține orificii, pentru a-și proteja interiorul de soare și pentru a crește eficiența energetică, iar laturile de sud și nord (fața și spatele robotului) sunt pereți cortină fumurii a căror culoare albastră strălucitoare a fost aleasă pentru că era simbolul Bank of Asia.

## Recunoașterea
Clădirea Robot a fost selectată de către Muzeul de Artă Contemporană din Los Angeles drept una din cele mai influente 50 de clădiri ale secolului. Clădirea i-a adus lui Sumet și un premiu din partea Muzeului Athenaeum de Arhitectură și Design din Chicago, primul astfel de premiu acordat unui arhitect thailandez. Potrivit lui Enciclopediei de Arhitectură a Secolului al XX-lea a lui Stephen Sennott, clădirea „a îmbunătățit recunoașterea mondială a arhitecturi thailandeze moderne”.

### Lucrări citate
- Kusno, Abidin (2000). Behind the Postcolonial: Architecture, Urban Space and Political Cultures in Indonesia. Routledge. ISBN 0-415-23615-0.
- Stephen, Sennott, ed. (2004). Encyclopedia of 20th Century Architecture. Taylor & Francis. ISBN 978-1-57958-433-7.
- Sumet, Jumsai (1987), „Building Study: Bank of Asia, Bangkok.”, Mimar: Architecture in Development, Singapore: Concept Media Ltd. (23), pp. 74–81, arhivat din original la 25 mai 2011
- Williams, China; Cummings, Joe (2004). Bangkok. Lonely Planet. ISBN 1-74059-460-6.